# Singasari (Singaparna)
Singasari is een bestuurslaag in het regentschap Tasikmalaya van de provincie West-Java, Indonesië. Singasari telt 7496 inwoners (volkstelling 2010).